# Колбяги

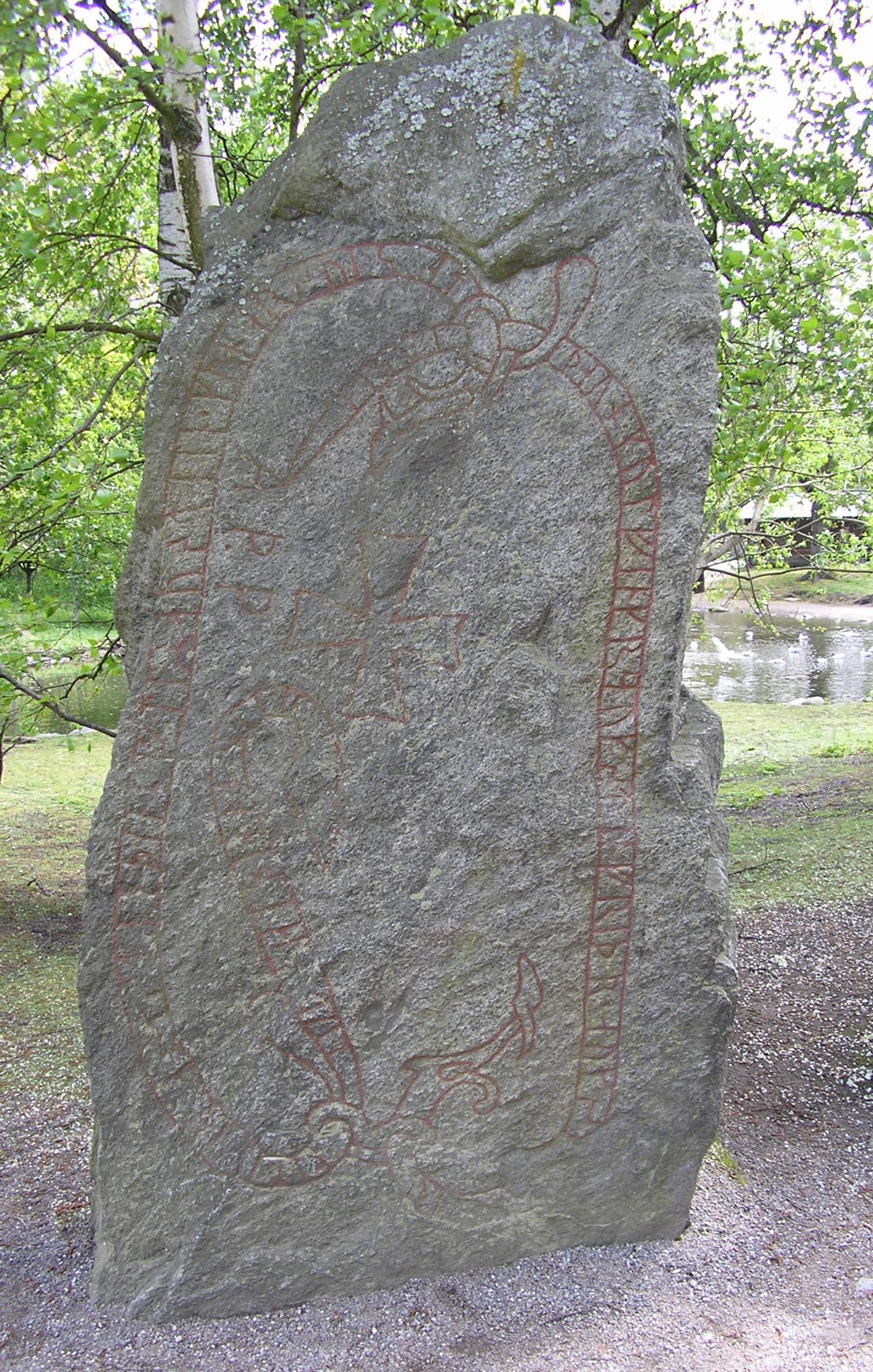
Рунічний камінь із написом U 419, в якому згадується особисте ім'я Kylfingr

Колбяги (д.-рус. кълбягъ, давньоскан. kylfingar, ест. kylfingid, грец. Κουλπίγγων) - народ або соціальна група XI-XII століть. Етнічна приналежність та область розселення точно не встановлені.

## Етимологія
На думку М. Фасмера, назва колбяги походить з давньоскан. kylfingr (від kylfa - кийок).

## Давньоруські джерела
Колбяги згадуються поруч із варягами у першому законодавчому зводі Русі, Руській Правді . Структура слова, близька до варягів, та їх правовий статус вказують на колбягів як людей, які мають батьківщину за межами Русі.
У додатковій статті до Руської Правди «О муже кроваве» (середина XII століття) згадуються «колобяги»-язичники: «а оже боудет варягъ или колобягъ, крещения не имея, а боудеть има бои, а видокъ не боудеть, ити има роте по своеи вере, а любо на жребии, а виноватыи въ продажи, въ что и обложать».
У новгородській берестяній грамоті № 222, що датується кінцем XII — початком XIII століття , деякі «колобяги» (колобѧгь) — учасники майнової суперечки перед посадником Гюргієм Іванковичем. Статус їх не зовсім зрозумілий. Слово «кобяжанін» (кобѧжанино) з новгородської берестяної грамоти № 831, датованої серединою XII століття, на думку А. А. Гіппіуса споріднене з назвою колбяги .
У Псковському літописі 1501 року згадується погост Колбежиці на річці Великій. За книгами середини XVI століття відомий погост «Климецький в Колбегах», на річці Воложбі, притоці річки Сясь. З цього випливає припущення, що колбяги жили на російському Півночі. За припущенням Д. А. Мачинського з «колбягами» пов'язана Приладозька курганна культура Південно-Східного Приладожжя (басейн річок Паші, Сязниги та ін), що об'єднала фінські та скандинавські елементи .

## Скандинавські та візантійські джерела

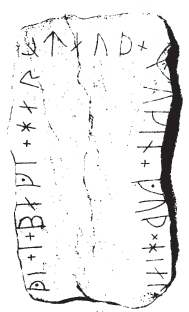
Рунічний камінь Sö 318 з особистим особистим скандинавським ім'ям Kylfingr

Кюльфінги (kylfingar) згадуються в ісландській «Сазі про Егіла Скаллагрімссона» , у главі про походи Торольва Квельдульвссона в Фіннмарк (область на півночі Норвегії), де вони займалися збором данини та торгівлею. У скандинавському творі XIV століття земля кюльфінгів ототожнюється з Гардарикою (Руссю): «земля кюльфінгрів, яку ми називаємо царством Гардаріка» (terra kylvingorum, quam vocamus regnum Gardorum)   . Ім'я KulfinKr кілька разів зустрічається на рунічних каменях Швеції .
У візантійських грамотах- хрисовулах XI століття у перерахуванні загонів найманців на військовій службі імперії поруч із варягами (варангами) вказані кулпінги (Κουλπίγγων). Хоча докладніші відомості про куплінгів у Візантії відсутні, історики вважають, що йдеться про колбягів-кюльфінгів. Припущення, що під кулпінгами розуміються печеніги, не отримало підтримки («Ковбяги», словник М. Фасмера). Візантійський імператор Костянтин Багрянородний назвав «кулпеї» одне з 8 племенських племен .

## Історіографія
Не зовсім зрозуміло, кого називали в середньовічних джерелах колбягами. В. Н. Татищев бачив у них мешканців поморського міста Колобжега . А. Л. Дювернуа запропонував литовське походження слова з лит. kalbingas "балакучий". Фінський славіст І. Ю. Міккола виводить колбягів з фін. kaleva "буйний", "сміливий". Оригінальну гіпотезу про тюркську прабатьківщину колб'ягів висунув К. Нойманн . Він звернув увагу на те, що у Костянтина Багрянородного фігурує одне з печенізьких племен κουλπέη. За К. Нойманном кульпеї отримали свою назву від тюркського антропоніма Külbej.
М. Ф. Владимирський-Буданов вважає, що в «Руській Правді» термінами варяги та колбяги «позначаються взагалі іноземці, яким нелегко було знайти послухи на чужій землі»  .
Е. О. Ридзевська не дуже впевнено ототожнює колбягів з одним із водських племен, що потрапили під вплив скандинавів. Цю думку підтримав і розвинув Д. А. Мачинський. Він визначав колбягів-кюльфінгів як етносоціальну групу, що сплавилася з прийшлих скандинавів, місцевих приладозьких фінів, нащадків поліетнічної русі в Новгородських землях, і зайняту сільським господарством, промислами, збором данини, торгівлею та службою у візантійських та руських військах.
А. Л. Нікітін вважав, що згадка варягів і колбягів в 10-й та 11-й статтях Руської Правди першої половини XI століття, є пізньою вставкою редактора, так як у складеній пізніше в 1072 «Правді Ярославичів» колбяги і варяги не згадуються .